# Međunarodna matematička unija
Međunarodna matematička unija (engl. International Mathematical Union - IMU) je međunarodna nevladina organizacija posvećena međunarodnoj saradnji u oblasti matematike širom sveta. Ona je član Međunarodnog saveta za nauku (engl. International Council for Science - ICSU) i podržava Međunarodni kongres matematičara. Njeni članovi su nacionalne matematičke organizacije iz više od 80 zemalja.
Ciljevi Međunarodne matematičke unije (IMU) su: promovisanje međunarodne saradnje u matematici, podrška i pomoć Međunarodnom kongresu matematičara (ICM) i drugim međunarodnim naučnim skupovima/konferencijama, priznavanje izuzetnih istraživačkih doprinosa matematici dodeljivanjem naučnih nagrada, podsticanje i podržavanje drugih međunarodnih matematičkih aktivnosti za koje se smatra da mogu doprineti razvoju matematičke nauke u bilo kojem od njenih aspekata, bilo da su čistog, primenjenog ili obrazovnog karaktera.
IMU je osnovana 1920. godine, ali je bila raspuštena u septembru 1932. godine, a zatim je ponovo uspostavljena 1950. godine defakto na Konstitutivnoj konvenciji u Njujorku, dejure 10. septembra 1951, kada je deset zemalja postalo članicama. Poslednja prekretnica bila je Generalna skupština u martu 1952, u Rimu, Italija, gde su inaugurirane aktivnosti novog IMU-a i prvi Izvršni komitet, predsednik i razne komisije su izabrane. Godine 1952. IMU je takođe ponovo primljena u ICSU. Bivši predsednici unije su Ingrid Dobeši (2011–2014), i Šigefumi Mori (2014-2018), koji je bio prvi šef grupe iz Azije.
Na 16. sastanku Generalne skupštine IMU-a u Bangaloru, u Indiji, u avgustu 2010. godine, Berlin je izabran za lokaciju stalnog sedišta IMU-a, koje je otvoreno 1. januara 2011. godine. Domaćin je Vajerštrasov institut za primenjenu analizu i stohastiku (WIAS), institut Gotfrid Vilhelm Lajbnicove naučne zajednice, sa oko 120 naučnika koji se bave matematičkim istraživanjima, koja su primenjena za složene probleme u industriji i trgovini.

## Komisije i odbori
IMU je usko povezana sa matematičkim obrazovanjem putem svoje Međunarodnu komisiju za matematičku nastavu (engl. International Commission on Mathematical Instruction - ICMI). Ova komisija je organizovana slično kao IMU sa svojim Izvršnim komitetom i Generalnom skupštinom.
Zemlje u razvoju imaju visok prioritet za IMU i značajan procenat njenog budžeta, uključujući donacije od pojedinaca, matematičkih društava, fondacija i agencija za finansiranje, troši se na aktivnosti u zemljama u razvoju. Od 2011. godine ove aktivnosti koordinira Komisija za zemlje u razvoju (CDC).
Odbor za žene u matematici (engl. Committee for Women in Mathematics - CVM) se bavi pitanjima koja se odnose na žene u matematici širom sveta. Odbor organizuje Svetski susret za žene u matematici kao satelitski događaj ICM-a.
Međunarodnom komisijom za istoriju matematike (engl. International Commission on the History of Mathematics - ICHM) zajednički upravljaju IMU i Odeljenje za istoriju nauke (DHS) Međunarodne unije za istoriju i filozofiju nauke (engl. International Union of History and Philosophy of Science - IUHPS).
Odbor za elektronske informacije i komunikacije (engl. Electronic Information and Communication - CEIC) savetuje IMU o pitanjima koja se tiču matematičkih informacija, komunikacija i objavljivanja.

## Nagrade
Naučne nagrade koje dodeljuje IMU smatraju se najvišim počastima u matematičkom svetu. Ceremonija otvaranja Međunarodnog kongresa matematičara (engl. International Congress of Mathematicians - ICM) je mesto dodele sledećih nagrada: Fildsove medalje (dve do četiri medalje su dodeljivane od 1936. godine), Rolf Nevanlinova nagrada (od 1986), Karl Fridrih Gausova nagrada (od 2006) , i nagrada Černova medalja (od 2010).

## Organizacioni i Izvršni odbor
Međunarodnom matematičkom unijom upravlja izvršni komitet (EC) koji vodi poslove Unije. Ovaj komitet se sastoji od predsednika, dva potpredsednika, sekretara, i šest članova, koji se biraju na mandat od četiri godine, i bivšeg predsednika. EC je odgovorna za sva pitanja politike i aktivnosti, kao što je izbor članova ICM Programskog odbora i raznih komisija za nagrade.

## Publikacije
Svaka dva meseca IMU objavljuje elektronski bilten, IMU-Net, koji ima za cilj da unapredi komunikaciju između IMU-a i svetske matematičke zajednice izveštavanjem o odlukama i preporukama Unije, velikim međunarodnim matematičkim događajima i razvojima, kao i o drugim temama od opšteg matematičkog interesa. Bilteni IMU se objavljuju svake godine sa ciljem da se članovi IMU informišu o aktuelnim aktivnostima Unije. IMU je 2009. godine objavila dokument Najbolje trenutne prakse za časopise.

## Učešće IMU-a u zemljama u razvoju
IMU je preduzeo svoje prve organizovane korake ka promociji matematike u zemljama u razvoju početkom 1970-ih i od tada podržava različite aktivnosti. IMU je 2010. godine formirao Komisiju za zemlje u razvoju (CDC) koja okuplja sve prethodne i sadašnje inicijative za podršku matematici i matematičarima u svetu u razvoju.
Neke od inicijativa koje podržava IMU su:
- Program grantova za matematičare: Komisija za zemlje u razvoju podržava istraživačka putovanja matematičara iz zemalja u razvoju, kao i konferencije o matematičkim istraživanjima u zemljama u razvoju kroz svoj Program grantova koji je otvoren za matematičare širom sveta u razvoju, uključujući zemlje koje to nisu (još uvek) članovi IMU.[12]
- Afrička matematička milenijumska naučna inicijativa (AMMSI) je mreža matematičkih centara u podsaharskoj Africi koja organizuje konferencije i radionice, gostujuća predavanja i obiman program stipendiranja za diplomirane studente matematike koji rade doktorske studije na afričkom kontinentu.
- Mentorstvo afričkih istraživanja u matematici (MARM): IMU je podržao Londonsko matematičko društvo (LMS) u osnivanju programa MARM, koji podržava matematiku i njenu nastavu u zemljama podsaharske Afrike putem mentorskog partnerstva između matematičara iz Ujedinjenog Kraljevstva i afričkih kolega, zajedno sa njihovim učenicima. Program se fokusira na negovanje dugoročnih mentorskih odnosa između pojedinačnih matematičara i učenika.
- Program volonterskih predavača (VLP) organizacije IMU identifikuje matematičare zainteresovane da doprinesu formiranju mladih matematičara u svetu u razvoju. Program volonterskih predavača održava bazu podataka o volonterima iz oblasti matematike koji su voljni da ponude jednomesečne intenzivne kurseve na naprednom dodiplomskom ili postdiplomskom nivou u diplomskim programima na univerzitetima u zemljama u razvoju. IMU takođe traži aplikacije sa univerziteta i programa matematičkih studija u zemljama u razvoju kojima su potrebni predavači volonteri, a koji mogu da obezbede neophodne uslove za produktivnu saradnju u nastavi napredne matematike.

IMU takođe podržava Međunarodnu komisiju za matematičku nastavu (ICMI) sa svojim programima, izložbama i radionicama u zemljama u razvoju, posebno u Aziji i Africi.
IMU je 2008. godine objavila izveštaj Matematika u Africi: Izazovi i mogućnosti, o trenutnom stanju matematike u Africi i mogućnostima za nove inicijative za podršku matematičkom razvoju. Godine 2014, IMU-ova Komisija za zemlje u razvoju CDC objavila je ažuriranu verziju izveštaja.
Pored toga, izveštaji o matematici u Latinskoj Americi i Karibima i jugoistočnoj Aziji su objavljeni. were published.
U julu 2014, IMU je objavio izveštaj: Međunarodna matematička unija u svetu u razvoju: prošlost, sadašnjost i budućnost (jul 2014).

## Literatura
- Lehto, Olli (1998). Mathematics without borders. New York, NY: Springer-Verlag. ISBN 0-387-98358-9. Zbl 0889.01021.
- IMU Newsletter
- Olli Lehto (6. 12. 2012). Mathematics Without Borders: A History of the International Mathematical Union. Springer Science & Business Media. ISBN 978-1-4612-0613-2.
- „IMU Executive Committees 1952-2014”. Архивирано из оригинала 8. 1. 2015. г. Приступљено 16. 4. 2015.
- „IMU Leadership 2015 – 2018” (PDF). Приступљено 16. 4. 2015.
- Guillermo Curbera. Mathematicians of the World, Unite!: The International Congress of Mathematicians: A Human Endeavor. ISBN 1-56881-330-9. AK Peters,  2009.
- Olli Lehto.  Mathematics without borders: a history of the International Mathematical Union. ISBN 0-387-98358-9. Springer-Verlag, 1998.
- Donald J. Albers, Gerald L. Alexanderson, Constance Reid. International Mathematical Congresses: An Illustrated History, 1893-1986. ISBN 0-387-96409-6., Springer-Verlag, 1986.
- Alavi, Yousef; Hilton, Peter; Pedersen, Jean (1986). „Let's Meet at the Congress”. The American Mathematical Monthly. 93 (1): 3—8. JSTOR 2322535. doi:10.2307/2322535.
- Castelvecchi, Davide (7. 10. 2015). „The biggest mystery in mathematics: Shinichi Mochizuki and the impenetrable proof”. Nature. 526 (7572): 178—181. Bibcode:2015Natur.526..178C. PMID 26450038. S2CID 4403935. doi:10.1038/526178a.
- Robert de Boer (2009) Alexander Macfarlane in Chicago, 1893 from WebCite
- C., Bruno, Leonard (2003) [1999]. Math and mathematicians : the history of math discoveries around the world. Baker, Lawrence W. Detroit, Mich.: U X L. стр. 56. ISBN 0787638137. OCLC 41497065.
- Rudio, F., ур. (1898). Verhandlungen des ersten Internationalen Kongresses in Zürich vom 9. bis 11. August 1897. ICM proceedings. BG Teubner. стр. 6.)
- Scott, Charlotte Angas (1900). „The International Congress of Mathematicians in Paris” (PDF). Bull. Amer. Math. Soc. 7 (2): 57—79. doi:10.1090/s0002-9904-1900-00768-3 .
- Vladimir Maz'ya, Tatyana Shaposhnikova. Jacques Hadamard: a universal mathematician. American Mathematical Society, 1999. . ISBN 0-8218-1923-2. Недостаје или је празан параметар |title= (помоћ)
- Michèle Audin, Correspondance entre Henri Cartan et André Weil (1928-1991), Documents Mathématiques 6, Société Mathématique de France, 2011, p. 259-313
- Guillermo Curbera.  Mathematicians of the World, Unite!: The International Congress of Mathematicians: A Human Endeavor. ISBN 1-56881-330-9. AK Peters,  2009.
- Olli Lehto.  Mathematics without borders: a history of the International Mathematical Union. Springer-Verlag, 1998. . ISBN 0-387-98358-9. Недостаје или је празан параметар |title= (помоћ)
- „Decision of the Executive Committee of the IMU on the upcoming ICM 2022 and IMU General Assembly” (PDF).